# Hans Jürgen Scheuer
Hans Jürgen Scheuer (* 1964 in Trier) ist ein deutscher Literaturwissenschaftler.

## Leben
Er studierte in Trier und Münster die Lehramtsfächer Deutsch sowie Griechische und Lateinische Philologie. Nach der Promotion 1994 an der Universität Münster und der Habilitation 2000 in Göttingen ist er seit 2011 an der Humboldt-Universität zu Berlin Professor für deutsche Literatur des späten Mittelalters und der Frühen Neuzeit.

## Schriften (Auswahl)
- Manier und Urphänomen. Lektüren zur Relation von Erkenntnis und Darstellung in Goethes Poetologie der „geprägten Form“ (Über Italien, Römische Elegien, Venezianische Epigramme).  Würzburg 1996, ISBN 3-8260-1191-0.
- mit Justus von Hartlieb, Christina Salmen und Georg Höfner (Hg.): Kafkas „Betrachtung“. Lektüren. Frankfurt am Main 2003, ISBN 3-631-51315-1.
- mit Elmar Locher (Hg.): Archäologie der Phantasie. Vom „Imaginationsraum Südtirol“ zur longue durée einer „Kultur der Phantasmen“ und ihrer Wiederkehr in der Kunst der Gegenwart. Wien 2012, ISBN 978-3-7065-4789-5.
- mit Ulrike Vedder (Hg.): Tier im Text. Exemplarität und Allegorizität literarischer Lebewesen. Berlin 2015, ISBN 3-0343-1652-6.